# 希尔伯特数
在數論中，希尔伯特数（Hilbert number）是指滿足4n + 1的正整數，希尔伯特数是因數學家大卫·希尔伯特而得名。希尔伯特数形成的整數數列為1, 5, 9, 13, 17, 21, 25, 29, 33, 37, 41, 45, 49, … （OEIS數列A016813）。

## 性質
- 希尔伯特数列是首項為1，公差為4的等差數列，其遞迴關係式為{\displaystyle a_{n}=a_{n-1}+4}。
- 若將數個希尔伯特数相加，而且其數個數也是希尔伯特数（1個、5個、9個......），則其和也會是希尔伯特数。

## 希尔伯特質数
希尔伯特質数是指一個無法被1以外較小的希尔伯特数整除的整數，希尔伯特質数形成的整數數列為5, 9, 13, 17, 21, 29, 33, 37, 41, 49, ... （OEIS數列A057948）。
希尔伯特質数本身不一定要為質數，例如21即為一個合數。利用關於模4同餘的乘法運算，可得希尔伯特質数可能是4n + 1形式的質數（畢達哥拉斯質數），或者是 (4a + 3) × (4b + 3)形式的半質數。

## 外部連結
- 埃里克·韦斯坦因. . MathWorld.